# جيمس وايت (سياسي أمريكي)
جيمس وايت (بالإنجليزية: James White)‏ هو عسكري وسياسي أمريكي، ولد في 1747 في مقاطعة روان في الولايات المتحدة، وتوفي في 14 أغسطس 1821 في نوكسفيل في الولايات المتحدة. انتخب Speaker of the Tennessee Senate ‏ (1797 – 1798) وانتخب عضو مجلس ولاية تينيسي.